# 巴鲁瓦地区阿尔克
巴鲁瓦地区阿尔克（法語：Arc-en-Barrois），或音译作阿尔克昂巴鲁瓦，是法国上马恩省的一个市镇，位于该省西部略偏南，属于肖蒙区。该市镇总面积50.44平方公里，2009年时的人口为758人。

## 行政
巴鲁瓦地区阿尔克属于法国大东部大区、默兹省、肖蒙区，同时也是沙托维兰县选区的一部分

## 人口
巴鲁瓦地区阿尔克人口变化图示